# Ритис Сакалаускас
Ритис Сакалаускас (литв. Rytis Sakalauskas; Алитус, 27. јун 1987) је литвански атлетичар, специјалиста за спринтерске дисциплине. Највише успеха је имао у дисциплинама трчања на 100 м, 200 м и у обе држи националне рекотрде на отвореном.
У 2010. поставио је у нестандардној дисциплини у дворани на 150 метара светски рекорд
У мају исте године први пут обара национални рекорд на 100 метара, али му 12. јуна 2010. у Либертију САД резултатом 10,27 обара рекорд Martynas Jurgilas. На Дијамантској лиги 2010. поново поправља рекорд на 10, 24, затим на првенству Литваније 2011. 10,18 и на крају поставља важећи рекорд на Универзијади 2011 у Шенџену 10,14.
Често на међународним такмичењима учествује као члан штафете Литваније у штафети 4 х 100 метара.
После завршеног Светског првенства 2011 где је био тек 25 у својој дисциплини 100 метара, Ритис Сакалаускас је 16. септембра учествовао на митингу Дијамантске лиге у Бриселу и у трци на 200 м поставља нови национални рекорд резултатом 20,74.

## Значајнији резултати
| Година | Такмичење                              | Место                     | Дисциплина       | Место | Резултат |
| ------ | -------------------------------------- | ------------------------- | ---------------- | ----- | -------- |
| 2006   | Првенство Литваније у атлетици         | Каунас, Литванија         | 100 метара       | 1     |          |
| 2009   | Европско екипно првенство — Друга лига | Бањска Бистрица, Словачка | 100 метара       | 3.    | 10,47    |
| 2009   | Европско првенство младих              | Каунас, Литванија         | 100 метара       | 4.    | 10,38    |
| 2009   | Универзијада                           | Београд, Србија           | 100 метара       | 5     | 10,41    |
| 2009   | Првенство Литваније у атлетици         | Каунас, Литванија         | 100 метара       | 1     |          |
| 2010   | Botnia Games                           | Korsholm, Финска          | 150 м. у дворани | 1 СР  |          |
| 2010   | Меморијал Ван Даме                     | Брисел, Белгија           | 100 метара       | 2     | 10,24 НР |
| 2011   | Европско првенство у дворани           | Париз, Француска          | 60 метара        | 15    | 6,71     |
| 2011   | Европско екипно првенство — Друга лига | Нови Сад, Србија          | 100 метара       | 1     | 10,34    |
| 2011   | Универзијада                           | Шенџен, Кина              | 100 метара       | 2.    | 10,14    |
| 2011   | Светско првенство                      | Тегу, Јужна Кореја        | 100 метара       | 25.   | 10,42    |
| 2012   | Светско првенство у дворани            | Истанбул, Турска          | 60 метара        | 9.    | 6,69     |
| 2012   | Европско првенство                     | Хелсинки, Финска          | 100 метара       | —     | НЗ       |